# Triploblast
Triploblasten (von lat.-gr. tri ~ drei und blastos ~ Keim, Knospe) im weiteren Sinne sind Gewebetiere, bei denen sich im Zuge der Gastrulation aus der Blastula drei Keimblätter herausbilden. Der dreikeimblättrige, also triploblastische Embryo heißt im engeren Sinne Triploblast. Die drei Keimblätter sind Ektoderm, Mesoderm und Entoderm.
Triploblastie (Dreikeimblättrigkeit) findet sich bei allen ursprünglich bilateralsymmetrischen Tieren und ist offenbar entwicklungsgeschichtlich unmittelbar mit der Entstehung der Bilateralität verknüpft. Zweikeimblättrigkeit (Diploblastie) wurde lange Zeit für die Nesseltiere (Cnidaria) angenommen, jedoch deuten Forschungsergebnisse darauf hin, dass auch diese vermutlich ein Mesoderm als drittes Keimblatt aufweisen, aus dem Mesogloea und Muskulatur entstehen. Einkeimblättrigkeit findet sich bei den gewebelosen Metazoa und dem Placozoon Trichoplax adhaerens.
Als erster Nachweis für einen Triploblasten im weiteren Sinne gilt Kimberella aus dem Ediacarium, ein vermutlicher Vorfahr der heutigen Mollusken.
Im Hinblick auf das Vorhandensein einer aus dem Mesoderm gebildeten Leibeshöhle (Coelom) werden die triploblastischen Tiere unterschieden in die nicht unbedingt monophyletischen Gruppen der
- Acoelomata: Tiere ohne Coelom, nur mit Mesoderm, zum Beispiel die Plattwürmer
- Pseudocoelomata: Tiere mit Pseudocoel, zum Beispiel die Schlauchwürmer
- Coelomata: Tiere mit echtem Coelom, zum Beispiel die Chordatiere

## Synapomorphien triploblastischer Tiere
- Vorhandensein eines Mesoderms
- Bilateral-symmetrischer Bauplan, bei manchen Tieren nur im Larvenstadium
- Alle Synapsen sind monodirektional
- Vorhandensein eines zentralisierten Nervensystems